# Правительство Луганской Народной Республики
Правительство Луга́нской Наро́дной Респу́блики (ранее — Совет министров Луганской Народной Республики) — в соответствии с Конституцией самопровозглашённой Луганской Народной Республики, постоянно действующий высший исполнительный орган государственной власти ЛНР.

## Состав и полномочия
В состав Совета Министров Луганской Народной Республики входят Председатель Совета Министров ЛНР, его первые заместители и заместители, министры ЛНР. По решению Главы ЛНР в состав Совета Министров могут входить руководители иных органов исполнительной власти Республики.
На членов Совета Министров Луганской Народной Республики распространяются ограничения, установленные законом. Совет Министров обеспечивает исполнение настоящей Конституции, законов и иных нормативных правовых актов ЛНР на территории Республики.
Глава ЛНР в соответствии c Конституцией и законами ЛНР определяет основные направления деятельности Совета Министров и организует его работу. Работу Совета Министров организует также Председатель Совета Министров Луганской Народной Республики. Порядок деятельности Совета Министров определяется утверждаемым им регламентом. Финансирование СМ ЛНР и возглавляемых им органов исполнительной власти осуществляется за счёт средств бюджета ЛНР, предусмотренных отдельной статьей. Совет Министров обладает правами юридического лица, имеет гербовую печать.
Председатель Совета Министров Луганской Народной Республики и его заместители назначаются Главой ЛНР с согласия Народного Совета Республики. Министры и руководители иных органов исполнительной власти ЛНР назначаются Главой Республики по представлению Председателя Совета Министров.

## Представитель вСовете Федерации России
- Лантратова Дарья Сергеевна — с 20 декабря 2022 года

## Правительство Василия Никитина
18 мая 2014 года Республиканское собрание Луганской Народной Республики утвердило на пост Премьер-министра Луганской Народной Республики Василия Никитина. Также 18 мая 2014 года Глава Луганской Народной Республики Валерий Болотов своим приказом назначил на должность Министра внутренних дел ЛНР Юрия Ивакина.. 21 мая на должность Министра обороны ЛНР Республиканское собрание ЛНР утвердило Игоря Плотницкого.
19 мая Никитин заявил, что Правительство Луганской Народной Республики будет утверждено Республиканским собранием ЛНР до конца дня, хотя процесс формирования правительства затянулся и оно было утверждено только 27 мая, в следующем составе:
| Должность                                                            | ФИО                            | Назначение  | Примечание                                                 |
| -------------------------------------------------------------------- | ------------------------------ | ----------- | ---------------------------------------------------------- |
| Премьер-министр                                                      | Никитин, Василий Александрович | 18 мая 2014 |                                                            |
| Первый вице-премьер министр                                          | Цыпкалов, Геннадий Николаевич  | 27 мая 2014 |                                                            |
| Министр внутренних дел                                               | Ивакин, Юрий Владимирович      | 18 мая 2014 |                                                            |
| Министр обороны                                                      | Плотницкий, Игорь Венедиктович | 21 мая 2014 |                                                            |
| Глава управления делами правительства                                | Тарасюк, Олег Михайлович       | 27 мая 2014 |                                                            |
| Глава департамента по связям с общественностью                       | Малыхин, Александр Сергеевич   | 27 мая 2014 |                                                            |
| Министр юстиции                                                      | Козорез, Денис Геннадьевич     | 27 мая 2014 |                                                            |
| Министр образования, науки, культуры и религии                       | Лаптева, Леся Михайловна       | 27 мая 2014 |                                                            |
| Министр спорта и туризма                                             | Шахов, Игорь Викторович        | 27 мая 2014 |                                                            |
| Министр строительства, жилищно-коммунального хозяйства и архитектуры | Еременко, Елена Ивановна       | 27 мая 2014 |                                                            |
| Министр транспорта, связи, информации и массовых коммуникаций        | Беляев, Игорь Витальевич       | 27 мая 2014 |                                                            |
| Министр здравоохранения                                              | Архипова, Наталья Викторовна   | 27 мая 2014 | Погибла 2 июня 2014 года во время авиаудара по зданию ЛОГА |
| Министр сельского хозяйства и продовольствия                         | Потапов, Валерий Николаевич    | 27 мая 2014 |                                                            |
| Министр промышленности                                               | Дремин, Николай Николаевич     | 27 мая 2014 |                                                            |
| Министр природных ресурсов и экологии                                | Бутов, Роман Александрович     | 27 мая 2014 |                                                            |
| Министр угольной промышленности, топлива и энергетики                | Баранов, Сергей Александрович  | 27 мая 2014 |                                                            |
| Глава администрации по налогам и сборам                              | Солоп, Евгений Вадимович       | 27 мая 2014 |                                                            |

### Изменения
| Должность               | ФИО                           | Назначение   | Примечание |
| ----------------------- | ----------------------------- | ------------ | ---------- |
| Министр здравоохранения | Бабасиньян, Виктор Витальевич | 23 июня 2014 |            |

3 июля 2014 года Указом Главы ЛНР Валерия Болотова правительство было отправлено в отставку.

## Правительство Марата Баширова
8 июля 2014 года Верховный Совет ЛНР утвердил состав Совета министров в главе с Маратом Башировым в следующем составе:
| Должность                                                            | ФИО                            | Назначение   | Примечание                                                                |
| -------------------------------------------------------------------- | ------------------------------ | ------------ | ------------------------------------------------------------------------- |
| Премьер-министр                                                      | Баширов, Марат Фаатович        | 8 июля 2014  |                                                                           |
| Первый вице-премьер министр                                          | Цыпкалов, Геннадий Николаевич  | 24 мая 2014  |                                                                           |
| Первый вице-премьер министр по социальной политике                   | Никитин, Василий Александрович | 8 июля 2014  |                                                                           |
| Первый вице-премьер министр по финансово-экономическим вопросам      | Семенов, Дмитрий Александрович | 8 июля 2014  |                                                                           |
| Управляющий делами Совета министров                                  | Лаптев, Олег Михайлович        | 8 июля 2014  |                                                                           |
| Министр угольной промышленности, топлива и энергетики                | Баранов, Сергей Александрович  | 24 мая 2014  |                                                                           |
| Министр внутренних дел                                               | Ивакин, Юрий Владимирович      | 18 мая 2014  |                                                                           |
| Министр обороны                                                      | Плотницкий, Игорь Венедиктович | 21 мая 2014  | 20 августа 2014 оставил пост в связи с избранием на пост Главы республики |
| Министр промышленности                                               | Дремин, Николай Николаевич     | 24 мая 2014  |                                                                           |
| Министр юстиции                                                      | Козорез, Денис Геннадьевич     | 24 мая 2014  |                                                                           |
| Министр образования, науки, культуры и религии                       | Лаптева, Леся Михайловна       | 24 мая 2014  |                                                                           |
| Министр спорта и туризма                                             | Шахов, Игорь Викторович        | 24 мая 2014  |                                                                           |
| Министр строительства, жилищно-коммунального хозяйства и архитектуры | Еременко, Елена Ивановна       | 24 мая 2014  |                                                                           |
| Министр транспорта, связи, информации и массовых коммуникаций        | Беляев, Игорь Витальевич       | 24 мая 2014  |                                                                           |
| Министр сельского хозяйства и продовольствия                         | Потапов, Валерий Николаевич    | 24 мая 2014  |                                                                           |
| Министр природных ресурсов и экологии                                | Бутов, Роман Александрович     | 24 мая 2014  |                                                                           |
| Министр здравоохранения                                              | Бабасиньян, Виктор Витальевич  | 23 июня 2014 |                                                                           |

20 августа 2014 года Марат Баширов подал в отставку.

## Правительство Игоря Плотницкого
20 августа 2014 года после ухода в отставку Марата Баширова правительство возглавил непосредственно глава ЛНР Игорь Плотницкий.
Состав правительства остался прежним:
| Должность                                                            | ФИО                             | Назначение           | Примечание |
| -------------------------------------------------------------------- | ------------------------------- | -------------------- | ---------- |
| Премьер-министр                                                      | Плотницкий, Игорь Венедиктович  | 20 августа 2014      |            |
| Первый вице-премьер министр                                          | Цыпкалов, Геннадий Николаевич   | 24 мая 2014          |            |
| Первый вице-премьер министр по социальной политике                   | Никитин, Василий Александрович  | 8 июля 2014          |            |
| Первый вице-премьер министр по финансово-экономическим вопросам      | Семенов, Дмитрий Александрович  | 8 июля 2014          |            |
| Управляющий делами Совета министров                                  | Лаптев, Олег Михайлович         | 8 июля 2014          |            |
| Министр угольной промышленности, топлива и энергетики                | Баранов, Сергей Александрович   | 24 мая 2014          |            |
| Министр внутренних дел                                               | Ивакин, Юрий Владимирович       | 18 мая 2014          |            |
| Министр обороны                                                      | Беднов, Александр Александрович | 14 (20) августа 2014 |            |
| Министр промышленности                                               | Дремин, Николай Николаевич      | 24 мая 2014          |            |
| Министр юстиции                                                      | Козорез, Денис Геннадьевич      | 24 мая 2014          |            |
| Министр образования, науки, культуры и религии                       | Лаптева, Леся Михайловна        | 24 мая 2014          |            |
| Министр спорта и туризма                                             | Шахов, Игорь Викторович         | 24 мая 2014          |            |
| Министр строительства, жилищно-коммунального хозяйства и архитектуры | Еременко, Елена Ивановна        | 24 мая 2014          |            |
| Министр транспорта, связи, информации и массовых коммуникаций        | Беляев, Игорь Витальевич        | 24 мая 2014          |            |
| Министр сельского хозяйства и продовольствия                         | Потапов, Валерий Николаевич     | 24 мая 2014          |            |
| Министр природных ресурсов и экологии                                | Бутов, Роман Александрович      | 24 мая 2014          |            |
| Министр здравоохранения                                              | Бабасиньян, Виктор Витальевич   | 23 июня 2014         |            |

## Первое правительство Геннадия Цыпкалова
26 августа 2014 года Парламент Луганской Народной Республики утвердил на пост Премьер-министра Луганской Народной Республики Геннадия Цыпкалова и утвердил новый состав Совета министров Луганской Народной Республики:
| Должность                                                            | ФИО                            | Назначение      | Примечание |
| -------------------------------------------------------------------- | ------------------------------ | --------------- | ---------- |
| Премьер-министр                                                      | Цыпкалов, Геннадий Николаевич  | 26 августа 2014 |            |
| Первый вице-премьер министр по социальной политике                   | Никитин, Василий Александрович | 8 июля 2014     |            |
| Вице-премьер министр по промышленным вопросам                        | Потапов, Валерий Николаевич    | 26 августа 2014 |            |
| Министр строительства, архитектуры и жилищно-коммунального хозяйства | Дубровский, Сергей Викторович  | 26 августа 2014 |            |
| Министр сельского хозяйства и продовольствия                         | Литвин, Сергей Анатольевич     | 26 августа 2014 |            |
| Министр транспорта                                                   | Беляев, Игорь Витальевич       | 24 мая 2014     |            |
| Министр образования, науки, культуры и религии                       | Лаптева, Леся Михайловна       | 24 мая 2014     |            |
| Министр обороны                                                      | Бугров, Олег Евгеньевич        | 26 августа 2014 |            |
| Министр внутренних дел                                               | Корнет, Игорь Александрович    | 26 августа 2014 |            |
| И. о. министра юстиции                                               | Шубин, Александр Васильевич    | 26 августа 2014 |            |
| И. о. министр здравоохранения                                        | Айрапетян Лариса Леонидовна    | 26 августа 2014 |            |
| И. о. Министра топлива, энергетики и угольной промышленности         | Дремин, Николай Николаевич     | 26 августа 2014 |            |
| Министр иностранных дел                                              | вакантно                       |                 |            |
| Министр по чрезвычайным ситуациям                                    | вакантно                       |                 |            |

### Изменения
| Должность                                             | ФИО                       | Назначение      | Примечание |
| ----------------------------------------------------- | ------------------------- | --------------- | ---------- |
| Министр топлива, энергетики и угольной промышленности | Лямин, Дмитрий Леонидович | 8 сентября 2014 |            |
| И. о. командующего Народной милицией                  | Бугров, Олег Евгеньевич   | 7 октября 2014  |            |
| Министр государственной безопасности                  | Пасечник, Леонид Иванович | 9 октября 2014  |            |

## Второе правительство Геннадия Цыпкалова
После выборов депутатов Народного Совета и Главы ЛНР 2 ноября 2014 года прошла реорганизация Совета министров. 17 ноября вышел указ И. Плотницкого о формировании Совмина. Премьером остался Г.Цыпкалов. Персональный состав был утвержден Указом № 53/01/11/14 от 25.11.2014 «О назначении министров».
| Должность                                                                                  | ФИО                            | Назначение      | Примечание |
| ------------------------------------------------------------------------------------------ | ------------------------------ | --------------- | --- |
| Председатель Совета Министров                                                              | Цыпкалов, Геннадий Николаевич  | 26 августа 2014 | |
| И. о. заместителя Председателя Совета министров по социальным вопросам                     | Никитин, Василий Александрович | 8 июля 2014     | |
| Первый заместитель Председателя Совета министров по вопросам промышленности                | Потапов, Валерий Николаевич    | 26 ноября 2014  | Также занял посты руководителя аппарата Совмина и министра промышленности. 10 марта 2015 года отправлен в отставку со всех постов. |
| Заместитель Председателя Совета министров по вопросам сельского хозяйства и продовольствия | Литвин, Сергей Анатольевич     | 26 ноября 2014  | До 3 июля 2015 года |
| Министр строительства, архитектуры и жилищно-коммунального хозяйства                       | Русаков, Алексей Анатольевич   | 26 ноября 2014  | |
| Министр сельского хозяйства и продовольствия                                               | Ращупкин, Юрий Николаевич      | 26 ноября 2014  | Отстранён от должности 2 июня 2015 года.                                                                                           |
| Министр транспорта, связи, информации и массовых коммуникаций                              | Чумаченко, Александр Сергеевич | 26 ноября 2014  | |
| Министр образования, науки и культуры                                                      | Лаптева, Леся Михайловна       | 24 мая 2014     | 21 мая 2015 Генпрокуратурой ЛНР против неё было возбуждено уголовное дело.                                                         |
| Министр государственной безопасности                                                       | Пасечник, Леонид Иванович      | 9 октября 2014  | |
| Министр внутренних дел                                                                     | Корнет, Игорь Александрович    | 26 августа 2014 | |
| Министр юстиции                                                                            | Шубин, Александр Васильевич    | 26 августа 2014 | до 16 октября 2015 |
| Министр здравоохранения                                                                    | Айрапетян Лариса Леонидовна    | 26 августа 2014 | |
| Министр топлива, энергетики и угольной промышленности                                      | Лямин, Дмитрий Леонидович      | 8 сентября 2014 | 17 октября 2015 был арестован МГБ ЛНР и 18 октября снят с поста распоряжением Главы ЛНР.                                           |
| Министр труда и социальной политики                                                        | Малахова, Светлана Анатольевна | 26 ноября 2014  | |
| Министр по чрезвычайным ситуациям                                                          | Иванушкин, Сергей Сергеевич    | 26 ноября 2014  | |
| Главнокомандующий Народной милиции                                                         | Игнатов, Сергей Юрьевич        | 26 ноября 2014  | |
| Министр финансов                                                                           | Мануйлов, Евгений Владимирович | 26 ноября 2014  | |
| Министр экономического развития и торговли                                                 | Беседина, Ольга Игоревна       | 26 ноября 2014  | 2 июня 2015 года снята с должности                                                                                                 |
| Министр природных ресурсов                                                                 | Дегтярев, Юрий Анатольевич     | 26 ноября 2014  | |
| Руководитель Центра Управления Восстановлением                                             | Дробот Александр Николаевич    | 5 ноября 2014   | |
| Генеральный прокурор                                                                       | Исмаилов, Заур Рауфович        | 26 ноября 2014  | 21 октября ушел в отставку по собственному желанию,                                                                                |
| Председатель Государственного комитета доходов и сборов                                    | Бородин, Сергей Алексеевич     | 26 ноября 2014  | |
| Руководитель агентства по госрезервам                                                      | Коротенко, Роман Иванович      | 26 ноября 2014  | |

### Изменения
| Должность                                                       | ФИО                             | Назначение      | Примечание                                                                                         |
| --------------------------------------------------------------- | ------------------------------- | --------------- | -------------------------------------------------------------------------------------------------- |
| Mинистр по делам семьи, молодежи, спорта и туризма              | Станислав Евгеньевич Винокуров  | декабрь 2014    | |
| Mинистр культуры                                                | Оксана Сергеевна Кокоткина      | 30 декабря 2014 | |
| Министр информационной политики, печати и массовых коммуникаций | Столяренко, Вячеслав Ионович    | 7 февраля 2015  | Вновь учреждённая должность                                                                        |
| Mинистр Совета министров                                        | Алена Александровна Гизай       | 13 марта 2015   | Вновь учреждённая должность                                                                        |
| И. о. министра промышленности                                   | Божич, Дмитрий Викторович       | 17 апреля 2015  | |
| И. о. министра образования и науки                              | Ткаченко, Валентина Григорьевна | 25 мая 2015     | |
| И. о. министра сельского хозяйства и продовольствия             | Босов, Владимир Николаевич      | 2 июня 2015     | |
| И. о. министра сельского хозяйства и продовольствия             | Сороковенко, Руслан Викторович  | с июля 2015     | 1 сентября назначен министром                                                                      |
| И. о. министра экономического развития и торговли               | Костенко, Елена Николаевна      | 3 июня 2015     | |
| Министр связи                                                   | Сурженко, Михаил Викторович     | 17 июля 2015    | Министерство выделено из состава объединённого министерства инфраструктуры, транспорта и связи ЛНР |
| Министр юстиции                                                 | Козьяков, Сергей Юрьевич        | 16 октября 2015 | |

## Правительство Сергея Козлова
| | ФИО                             | Назначение                                | Примечание |
| Председатель Совета Министров                                                                                                  | Козлов Сергей Иванович          | 26 декабря 2015                           | |
| И. о. заместителя Председателя Совета Министров Луганской Народной Республики — Руководитель Центра управления восстановлением | Дробот Александр Николаевич     | 13 июля 2015                              | с 5 ноября 2014 руководитель Центра управления восстановлением                                                                          |
| Министр внутренних дел | Корнет Игорь Александрович      | 26 августа 2014                           | снят с должности 20 ноября 2017 |
| Министр государственной безопасности                                                                                           | Пасечник Леонид Иванович        | 9 октября 2014                            | до 25 ноября 2017 |
| Министр чрезвычайных ситуаций и ликвидации последствий стихийных бедствий                                                      | Иванушкин Сергей Сергеевич      | 26 ноября 2014                            | И. о. Первого заместителя Председателя Совета Министров со 22 января 2016 по 21 декабря 2017. Снят с должности министра 10 апреля 2018. |
| Министр труда и социальной политики                                                                                            | Малахова Светлана Анатольевна   | 26 ноября 2014                            | |
| Министр культуры, спорта и молодежи                                                                                            | Кокоткина Оксана Сергеевна      | 30 декабря 2014                           | до 22 декабря 2017 |
| Председатель Государственного комитета налогов и сборов                                                                        | Бородин Сергей Алексеевич       |                                           | |
| И. о. Министра экономического развития и торговли                                                                              | Костенко Елена Николаевна       | 3 июня 2015                               | |
| Председатель Государственного таможенного комитета                                                                             | Карпак Андрей Николаевич        |                                           | |
| Министр финансов | Мануйлов Евгений Владимирович   | 26 ноября 2014                            | |
| Министр связи | Сурженко Михаил Викторович      | 17 июля 2015                              | до 12 декабря 2017 |
| Министр юстиции | Козьяков Сергей Юрьевич         | 16 октября 2015                           | до 12 декабря 2017 |
| Министр сельского хозяйства и продовольствия                                                                                   | Сороковенко Руслан Викторович   | июль 2015                                 | до 18 декабря 2017 |
| И. о. заместителя Председателя Совета Министров                                                                                | Никитин Василий Александрович   | 8 июля 2014                               | до 22 января 2016 |
| Заместитель Председателя Совета министров по вопросам сельского хозяйства и продовольствия                                     | Кравцов, Александр Владимирович | 1 сентября 2015                           | до 22 января 2016 |
| Министр здравоохранения | Айрапетян Лариса Леонидовна     | 26 августа 2014                           | до 19 августа 2016 |
| Министр образования и науки | Ткаченко Валентина Григорьевна  | с 25 мая и. о., с 1 сентября 2015 министр | до 10 июля 2017 года |
| Министр информации, печати и массовых коммуникаций                                                                             | Столяренко Вячеслав Ионович     | 7 февраля 2015                            | 13 августа 2016 министерство ликвидировано и влито в Министерство связи                                                                 |
| И. о. Министра по делам семьи, молодежи, спорта и туризма                                                                      | Винокуров Станислав Евгеньевич  | декабрь 2014                              | до 30 июня 2016 |
| Министр инфраструктуры и транспорта                                                                                            | Чумаченко Александр Сергеевич   | 26 ноября 2014                            | 23 мая 2016 написал заявление об уходе в отставку по собственному желанию.                                                              |
| Министр строительства, архитектуры и жилищно-коммунального хозяйства                                                           | Русаков Алексей Анатольевич     | 26 ноября 2014                            | 10 февраля 2016 был задержан правохранительными органами за финансовые злоупотребления                                                  |
| И. о. Министра промышленности                                                                                                  | Божич Дмитрий Викторович        | 17 апреля 2015                            | до 2 февраля 2017 |
| Mинистр Совета министров | Гизай Алена Александровна       | 13 марта 2015                             | 19 января 2016 снята с должности |
| Председатель Государственного Экономического комитета                                                                          | Корсун Константин Анатольевич   |                                           | Снят с должности 8 апреля 2016 |
| И. о. Министра топлива, энергетики и угольной промышленности                                                                   | Юрченко Олег Иванович           | октябрь 2015                              | Снят с должности в 2016 |
| Министр природных ресурсов и экологической безопасности                                                                        | Дегтярев Юрий Анатольевич       | 26 ноября 2014                            | март 2017 |

### Изменения
| Должность                                                                   | ФИО                             | Назначение        | Примечание                                                                         |
| --------------------------------------------------------------------------- | ------------------------------- | ----------------- | ---------------------------------------------------------------------------------- |
| Заместитель Председателя Совета Министров                                   | Мельник Алексей Николаевич      | 22 января 2016    | Освобождён от должности по собственному желанию 22 апреля 2016                     |
| И. о. заместителя Председателя Совета Министров                             | Тихонская, Наталья Владимировна | 17 февраля 2017   |                                                                                    |
| И. о. первого заместителя Председателя Совета Министров                     | Черноусов Олег Иванович         | 21 декабря 2017   |                                                                                    |
| И. о. Министра Совета Министров                                             | Березин Евгений Евгеньевич      | 1 февраля 2016    | Снят с должности 8 апреля 2016                                                     |
| И. о. Министра топлива, энергетики и угольной промышленности                | Мальгин Павел Владимирович      | 5 апреля 2016     |                                                                                    |
| И. о. Министра Совета Министров                                             | Хоршева Наталья Ивановна        | 20 апреля 2016    | до 11 декабря 2017                                                                 |
| И. о. Министра инфраструктуры и транспорта                                  | Гноевой Дмитрий Сергеевич       | 4 июля 2016       |                                                                                    |
| врио Министра инфраструктуры и транспорта                                   | Когут Андрей Иванович           | 23 мая 2016       | до июля 2016                                                                       |
| И. о. Министра инфраструктуры и транспорта                                  | Герасимчук Владимир Васильевич  | 25 января 2017    |                                                                                    |
| И. о. Министра строительства, архитектуры и жилищно-коммунального хозяйства | Романенко Виталий Викторович    | февраль 2016 года | Освобожден от обязанностей по болезни в марте 2017 года                            |
| И. о. Министра строительства, архитектуры и жилищно-коммунального хозяйства | Швороб Александр Николаевич     | март 2017 года    | июнь 2017                                                                          |
| И. о. Министра строительства, архитектуры и жилищно-коммунального хозяйства | Протасов Максим Алексеевич      | июнь 2017         |                                                                                    |
| И. о. Министра по делам семьи, молодёжи, спорта и туризма                   | Пилавов Павел Аристиевич        | 30 июня 2016      | 18 августа 2016 Министерство ликвидировано и присоединено к Министерству культуры. |
| И. о. Министра здравоохранения                                              | Соляник Игорь Александрович     | 19 августа 2016   | до июня 2017                                                                       |
| И. о. Министра здравоохранения                                              | Бунеев Геннадий Михайлович      | 12 июня 2017      | до ноября 2017                                                                     |
| И. о. Министра здравоохранения                                              | Василенко Ольга Николаевна      | 20 ноября 2017    | 18 декабря 2017                                                                    |
| И. о. Министра промышленности и торговли                                    | Горбатенков Игорь Васильевич    | 3 февраля 2017    | до 15 августа 2017                                                                 |
| И. о. Министра промышленности и торговли                                    | Череватый Андрей Николаевич     | 16 августа 2017   | до 19 декабря 2017                                                                 |
| И. о. Министра образования и науки                                          | Цемкало Сергей Александрович    | 10 июля 2017      |                                                                                    |
| И. о. Министра природных ресурсов и экологической безопасности              | Грибачев Виктор Николаевич      | 17 марта 2017     |                                                                                    |
| И. о. Министра иностранных дел                                              | Дейнего Владислав Николаевич    | 12 сентября 2017  | Вновь учреждённое министерство                                                     |
| И. о. Министра внутренних дел                                               | Черков Владимир Александрович   | 20 ноября 2017    | до 25 ноября 2017                                                                  |
| Министр внутренних дел                                                      | Корнет Игорь Александрович      | 25 ноября 2017    |                                                                                    |
| Министр государственной безопасности                                        | Антонов Анатолий Андреевич      | 27 ноября 2017    |                                                                                    |
| И. о. Министра Совета Министров                                             | Реус Евгений Валерьевич         | 12 декабря 2017   |                                                                                    |
| И. о. Министра юстиции                                                      | Исмаилов Заур Рауфович          | 13 декабря 2017   |                                                                                    |
| И. о. Министра здравоохранения                                              | Ляскевич Павел Геннадиевич      | 18 декабря 2017   | до 15 августа 2018                                                                 |
| И. о. Министра связи и массовых коммуникаций                                | Фетисов Олег Васильевич         | 18 декабря 2017   |                                                                                    |
| И. о. Министра сельского хозяйства и продовольствия                         | Пронько Юрий Александрович      | 18 декабря 2017   |                                                                                    |
| Министр промышленности и торговли                                           | Божич Дмитрий Викторович        | 19 декабря 2017   |                                                                                    |
| И. о. Министра культуры, спорта и молодежи                                  | Сидоров Дмитрий Сергеевич       | 25 декабря 2017   |                                                                                    |
| И. о. Министра Чрезвычайных ситуаций                                        | Кацавалов Евгений Анатольевич   | 12 апреля 2018    |                                                                                    |
| И. о. Министра здравоохранения                                              | Пащенко Наталья Александровна   | 15 августа 2018   |                                                                                    |

## Второе правительство Сергея Козлова
После выборов депутатов Народного Совета и Главы ЛНР 11 ноября 2018 года прошла реорганизация Совета министров. 11 декабря Депутаты Народного Совета ЛНР приняли постановление о даче согласия на назначение на должность Председателя Совета Министров Сергея Козлова и его заместителей. Персональный состав был утверждён 29 декабря 2018 года.
| Должность                                                                 | ФИО                               | Срок пребывания в должности                        | Примечание |
| ------------------------------------------------------------------------- | --------------------------------- | -------------------------------------------------- | --- |
| Председатель Совета Министров                                             | Козлов Сергей Иванович            | с 26 декабря 2015                                  | |
| Первый заместитель Председателя Совета Министров                          | Говтвин Юрий Николаевич           | с декабря 2019                                     | И. о. Министра промышленности с 30 апреля 2019 по 31 июля 2019, с 31 июля 2019 по октябрь 2019 Министр промышленности, и. о. первого заместителя Председателя Совета Министров с октябрь 2019 по декабрь 2019 |
| Первый заместитель Председателя Совета Министров                          | Кузнецов Владислав Гариевич       | с 9 июня 2022                                      | |
| Заместитель Председателя Совета Министров                                 | Костенко Елена Николаевна         | 11 декабря 2018                                    | с 3 июня 2015 по 11 декабря 2018 Министр экономического развития и торговли |
| Заместитель Председателя Совета Министров                                 | Тодорова Анна Юрьевна             | с января 2021                                      | |
| Заместитель Председателя Совета Министров                                 | Тихонская Наталья Владимировна    | с 11 декабря 2018 по январь 2021                   | с 17 февраля 2017 по 11 декабря 2018 и. о. заместителя Председателя Совета Министров |
| И. о. первого заместителя Председателя Совета Министров                   | Черноусов Олег Иванович           | с 21 декабря 2017 по октябрь 2019                  | |
| Министр внутренних дел                                                    | Корнет Игорь Александрович        | с 25 ноября 2017                                   | министр МВД с 27 августа 2014 года по 20 ноября 2017 года |
| Министр чрезвычайных ситуаций и ликвидации последствий стихийных бедствий | Кацавалов Евгений Анатольевич     | с 29 декабря 2018                                  | И. о. Министра чрезвычайных ситуаций и ликвидации последствий стихийных бедствий с 12 апреля 2018 по 29 декабря 2018                                                                                          |
| Министр государственной безопасности                                      | Антонов Анатолий Андреевич        | с 27 ноября 2017                                   | |
| Министр образования и науки                                               | Цемкало Сергей Александрович      | с 29 декабря 2018 по январь 2021                   | И. о. Министра образования и науки с 10 июля 2017 по 29 декабря 2018 |
| Министр образования и науки                                               | Лустенко Андрей Юрьевич           | с январь 2021 по 8 июля 2022                       | |
| Министр образования и науки                                               | Кусов Иван Сергеевич              | с 8 июля 2022                                      | |
| Министр труда и социальной политики                                       | Малахова Светлана Анатольевна     | с 26 ноября 2014                                   | |
| Министр культуры, спорта и молодежи                                       | Сидоров Дмитрий Сергеевич         | с 29 декабря 2018                                  | И. о. Министра культуры, спорта и молодежи с 25 декабря 2017 по 29 декабря 2018 |
| Председатель Государственного комитета налогов и сборов                   | Бородин Сергей Алексеевич         |                                                    | |
| Министр иностранных дел                                                   | Дейнего Владислав Николаевич      | с 29 декабря 2018                                  | И. о. Министра иностранных дел с 12 сентября 2017 по 29 декабря 2018 |
| Министр экономического развития                                           | Подлипаева Светлана Николаевна    | с 9 января 2019                                    | И. о. Министра экономического развития с 11 декабря 2018 по 9 января 2019 |
| Министр строительства, архитектуры и жилищно-коммунального хозяйства      | Протасов Максим Алексеевич        | с 31 июля 2019 по 30 ноября 2022                   | И. о. Министра с июня 2017 по 31 июля 2019 |
| Министр строительства, архитектуры и жилищно-коммунального хозяйства      | Жарков Игорь Владимирович         | с 30 ноября 2022                                   | |
| Министр промышленности и торговли                                         | Божич Дмитрий Викторович          | с 18 января 2019 по 30 апреля 2019                 | И. о. Министра промышленности с 17 апреля 2015 по 2 февраля 2017 и с 19 декабря 2017 по 18 января 2019 |
| Министр промышленности и торговли                                         | Говтвин Юрий Николаевич           | с 31 июля 2019 по октябрь 2019                     | И. о. Министра промышленности с 30 апреля 2019 по 31 июля 2019 |
| Министр промышленности и торговли                                         | Деркач Ирина Петровна             | И. о. министра с ноября 2019 по 19 августа 2020    | |
| Министр промышленности и торговли                                         | Череватый Андрей Николаевич       | И. о. министра с 19 августа 2020 по март 2021      | И. о. Министра с 16 августа 2017 по 19 декабря 2017 |
| Министр промышленности и торговли                                         | Неверов Сергей Николаевич         | с марта 2021 по 18 августа 2022                    | |
| Министр промышленности и торговли                                         | Саматов Тимур Ильгизович          | с 18 августа 2022                                  | |
| Министр финансов                                                          | Мануйлов Евгений Владимирович     | с 26 ноября 2014                                   | |
| Министр топлива, энергетики и угольной промышленности                     | Мальгин Павел Владимирович        | с 18 января 2019 по 30 июля 2020                   | И. о. Министра топлива, энергетики и угольной промышленности с 5 апреля 2016 по 18 января 2019 |
| Министр топлива, энергетики и угольной промышленности                     | Трофименко Александр Сергеевич    | И. о. министра с августа 2020 по август 2021       | |
| Министр топлива, энергетики и угольной промышленности                     | Роговенко Константин Юрьевич      | И. о. министра с августа 2021 по 18 августа 2022   | |
| Министр топлива, энергетики и угольной промышленности                     | Завизенов Константин Владимирович | с 18 августа 2022                                  | |
| Министр природных ресурсов и экологической безопасности                   | Дегтярев Юрий Анатольевич         | с 29 декабря 2018                                  | Министр природных ресурсов и экологической безопасности с 26 ноября 2014 по март 2017 |
| Министр связи и массовых коммуникаций                                     | Фетисов Олег Васильевич           | с 29 декабря 2018 по 2 июля 2022                   | И. о. Министра связи и массовых коммуникаций с 12 декабря 2017 до 29 декабря 2018 |
| Министр связи и массовых коммуникаций                                     | Ерёменко Андрей Николаевич        | с 2 июля 2022                                      | |
| Министр здравоохранения                                                   | Пащенко Наталья Александровна     | с 29 декабря 2018                                  | И. о. Министра здравоохранения с 15 августа 2018 по 29 декабря 2018 |
| Министр сельского хозяйства и продовольствия                              | Пронько Юрий Александрович        | с 29 декабря 2018 по 23 сентября 2022              | И. о. Министра сельского хозяйства и продовольствия с 18 декабря 2017 по 29 декабря 2018 |
| Министр сельского хозяйства и продовольствия                              | Сорокин Евгений Дмитриевич        | с 23 сентября 2022                                 | |
| Министр инфраструктуры и транспорта                                       | Басов Александр Васильевич        | с 24 января 2019 по сентябрь 2021                  | |
| Министр инфраструктуры и транспорта                                       | Евдохин Владимир Владимирович     | И. о. министра с сентября 2021                     | |
| Министр юстиции                                                           | Исмаилов Заур Рауфович            | с 27 декабря 2019 по 19 октября 2022               | И. о. Министра юстиции с 13 декабря 2017 по 27 декабря 2019 |
| Министр юстиции                                                           | Грищенко Марина Александровна     | И. о. министра с 19 октября 2022 по 13 января 2023 | |
| Министр юстиции                                                           | Гребенщиков Андрей Анатольевич    | И. о. с 13 января 2023                             | |

## Третье правительство Сергея Козлова
27 сентября 2023 года Пасечник подписал Указ о формировании Правительства.
| Должность                                                 | ФИО                            | Срок пребывания в должности          | Примечание |
| --------------------------------------------------------- | ------------------------------ | ------------------------------------ | --- |
| Председатель Совета Министров                             | Козлов Сергей Иванович         | с 26 декабря 2015                    | |
| Первый заместитель Председателя Совета Министров          | Говтвин Юрий Николаевич        | с декабря 2019                       | И. о. Министра промышленности с 30 апреля 2019 по 31 июля 2019, с 31 июля 2019 по октябрь 2019 Министр промышленности, и. о. первого заместителя Председателя Совета Министров с октябрь 2019 по декабрь 2019 |
| Заместитель Председателя Совета Министров                 | Малахова Светлана Анатольевна  | с 27 сентября 2023                   | с 26 ноября 2014 по 7 июня 2023 Министр труда и социальной политики, и. о. заместителя Председателя Совета Министров с 7 июня 2023 по сентябрь 2023                                                           |
| Заместитель Председателя Совета Министров                 | Подлипаева Светлана Николаевна | с 7 июля 2023                        | с 9 января 2019 по 7 июля 2023 Министр экономического развития, и. о. Министра экономического развития с 11 декабря 2018 по 9 января 2019                                                                     |
| Министр сельского хозяйства и продовольствия              | Сорокин Евгений Дмитриевич     | с 23 сентября 2022                   | |
| Министр финансов                                          | Мануйлов Евгений Владимирович  | с 26 ноября 2014                     | |
| Министр топлива, энергетики и угольной промышленности     | Ярош Денис Николаевич          | с 14 июня 2023                       | |
| Министр образования и науки                               | Кусов Иван Сергеевич           | с 8 июля 2022                        | |
| Министр здравоохранения                                   | Пащенко Наталья Александровна  | с 29 декабря 2018                    | И. о. Министра здравоохранения с 15 августа 2018 по 29 декабря 2018 |
| Министр промышленности и торговли                         | Саматов Тимур Ильгизович       | с 18 августа 2022                    | |
| Министр культуры                                          | Сидоров Дмитрий Сергеевич      | с 29 декабря 2018                    | И. о. Министра культуры, спорта и молодежи с 25 декабря 2017 по 29 декабря 201 |
| Министр строительства и жилищно-коммунального хозяйства   | Жарков Игорь Владимирович      | с 30 ноября 2022                     | |
| Министр молодёжной политики                               | Величко Юлия Сергеевна         | с 14 июня 2023                       | |
| Министр имущественных и земельных отношений               | Антонова Алена Александровна   | с 14 июня 2023                       | |
| Министр юстиции                                           | Гребенщиков Андрей Анатольевич | с 13 июня 2023                       | И. о. министра юстиции с 13 января 2023 по 13 июня 2023 |
| Министр спорта                                            | Шеренешев Олег Викторович      | И. о. министра спорта с 14 июня 2023 | |
| Министр цифрового развития, связи и массовых коммуникаций | Ершов Андрей Николаевич        | с 21 августа 2023                    | |
| Министр инфраструктуры и транспорта                       | Евдохин Владимир Владимирович  | И. о. министра с сентября 2021       | |
| Министр природных ресурсов и экологии                     |                                |                                      | |
| Министр экономического развития                           |                                |                                      | |
| Министр труда и социальной политики                       |                                |                                      | |
| Министр чрезвычайных ситуаций                             |                                |                                      | |